# Parantica sulewattan
Hổ Bonthai (Parantica sulewattan) là một loài bướm giáp thuộc phân họ Danainae. Đây là loài đặc hữu của Indonesia.